# Division I 1997-1998
La Division I 1997-1998 è stata la 95ª edizione della massima serie del campionato belga di calcio disputata tra il settembre 1997 e il maggio 1998 e conclusa con la vittoria del Club Bruges, al suo undicesimo titolo.
Capocannoniere del torneo fu Branko Strupar (KRC Genk), con 22 reti.

## Formula
Come nella stagione precedente le squadre partecipanti furono 18 e disputarono un turno di andata e ritorno per un totale di 34 partite.
Le ultime due classificate retrocedettero in Division 2.
Le società ammesse alle coppe europee furono sei: la squadra campione si qualificò alla UEFA Champions League 1998-1999, due alla Coppa UEFA 1998-1999, la vincitrice della coppa nazionale alla Coppa delle Coppe 1998-1999 e altre due squadre alla coppa Intertoto 1998.

## Classifica finale
|    | Classifica      | G  | V  | N  | P  | GF | GS | Dif | Pt |
| -- | --------------- | -- | -- | -- | -- | -- | -- | --- | -- |
| 1  | Club Bruges     | 34 | 26 | 6  | 2  | 78 | 29 | 49  | 84 |
| 2  | KRC Genk        | 34 | 20 | 6  | 8  | 65 | 40 | 25  | 66 |
| 3  | Germinal Ekeren | 34 | 17 | 7  | 10 | 60 | 48 | 12  | 58 |
| 4  | Anderlecht      | 34 | 16 | 9  | 9  | 53 | 37 | 16  | 57 |
| 5  | KRC Harelbeke   | 34 | 15 | 10 | 9  | 50 | 31 | 19  | 55 |
| 6  | KSC Lokeren     | 34 | 16 | 4  | 14 | 68 | 68 | 0   | 52 |
| 7  | Lierse          | 34 | 14 | 8  | 12 | 54 | 45 | 9   | 50 |
| 8  | Gent            | 34 | 11 | 14 | 9  | 50 | 44 | 6   | 47 |
| 9  | Standard Liegi  | 34 | 11 | 10 | 13 | 53 | 50 | 3   | 43 |
| 10 | R.E. Mouscron   | 34 | 11 | 8  | 15 | 39 | 45 | -6  | 41 |
| 11 | KFC Lommel      | 34 | 10 | 11 | 13 | 46 | 50 | -4  | 41 |
| 12 | Westerlo        | 34 | 9  | 14 | 11 | 52 | 56 | -4  | 41 |
| 13 | Charleroi       | 34 | 9  | 12 | 13 | 46 | 57 | -11 | 39 |
| 14 | Sint-Truiden    | 34 | 8  | 13 | 13 | 32 | 45 | -13 | 37 |
| 15 | Eendracht Aalst | 34 | 9  | 9  | 16 | 51 | 66 | -15 | 36 |
| 16 | KSK Beveren     | 34 | 7  | 11 | 16 | 30 | 48 | -18 | 32 |
| 17 | RWD Molenbeek   | 34 | 8  | 7  | 19 | 39 | 74 | -35 | 31 |
| 18 | Anversa         | 34 | 6  | 7  | 21 | 38 | 71 | -33 | 25 |

### Verdetti
- Club Brugge campione del Belgio 1997-98.
- RWDM e Antwerp retrocesse in Division II.